# Corvette (відеогра)
Corvette — перегонова відеогра 2003 року, розроблена студіями Steel Monkeys у Глазго та Мінську, в якій гравці беруть участь у перегонах на автомобілях 1950-х років і відкривають автомобілі в режимі кар'єри для перегонових автомобілів з 1953 по 2003 рік. Гравці можуть налаштовувати автомобілі відповідно до їхнього стилю водіння. У грі присутні даїшники та поліціянти. Треки беруть свій початок із Чикаго і йдуть до Лос-Анджелеса. Гру було випущено на Game Boy Advance, Xbox, Windows і PlayStation 2.

## Ігровий процес
Формат перегонів для цієї гри включає швидкі перегони, аркаду і режим кар'єри. У режимах «Аркада» і «Кар'єра» він починається з Corvette першого покоління в серії перегонів. Є кілька серій для всіх поколінь Corvette. У міру того, як гравець виграє перегони, він отримує незначні поліпшення для своєї машини. Наприкінці відрізка цього покоління Corvette він вирушає в перегони сам на сам по відкритій дорозі, щоб виграти трофей. Якщо гравці виграють, це перейде до наступного покоління і його перегонів. По завершенні геймер розблокує безліч автомобілів, індивідуальні деталі та траси для режиму «Швидких перегонів».

## Сприйняття

### Огляди
| Агрегатор    | Оцінка                                  |
| ------------ | --------------------------------------- |
| GameRankings | (Xbox) 52.20% (PS2) 51.41% (GBA) 49%    |
| Metacritic   | (GBA) 58/100 (PS2) 57/100 (Xbox) 53/100 |

| Видання                            | Оцінка                                |
| ---------------------------------- | ------------------------------------- |
| Game Informer                      | 4.5/10                                |
| GameSpot                           | (GBA) 4.9/10 (Xbox) 4.3/10 (PS2) 4/10 |
| GameSpy                            | [ 11 ]                                |
| GameZone                           | 7.2/10                                |
| IGN                                | (Xbox) 6.2/10 (PS2) 5.5/10            |
| Nintendo Power                     | 2.9/5                                 |
| Official U.S. PlayStation Magazine | [ 16 ]                                |
| TeamXbox                           | 5.8/10                                |
| X-Play                             | [ 18 ]                                |

Гра була зустрінута загалом від змішаного до негативного сприйняття. GameRankings і Metacritic дали їй оцінку 52,20% і 53 зі 100 для версії для Xbox; 51,41% і 57 зі 100 для версії для PlayStation 2; і 49% і 58 зі 100 для версії для Game Boy Advance.